# 坦特里
坦特里（法語：Tintry，法語發音：[tɛ̃tʁi]）是法国索恩-卢瓦尔省的一个市镇，属于欧坦区。

## 地理
坦特里（46°55'50"N, 4°29'41"E）面积9.66 平方千米，位于法国勃艮第-弗朗什-孔泰大區索恩-卢瓦尔省，该省份为法国中部省份，北起顺时针与科多尔省、汝拉省、安省、罗讷省、卢瓦尔省、阿列省和涅夫勒省接壤。
与坦特里接壤的市镇（或旧市镇、城区）包括：科隆日拉马德莱娜、莫尔莱、圣埃米朗、圣热尔韦叙库什、圣马丹德科米讷。

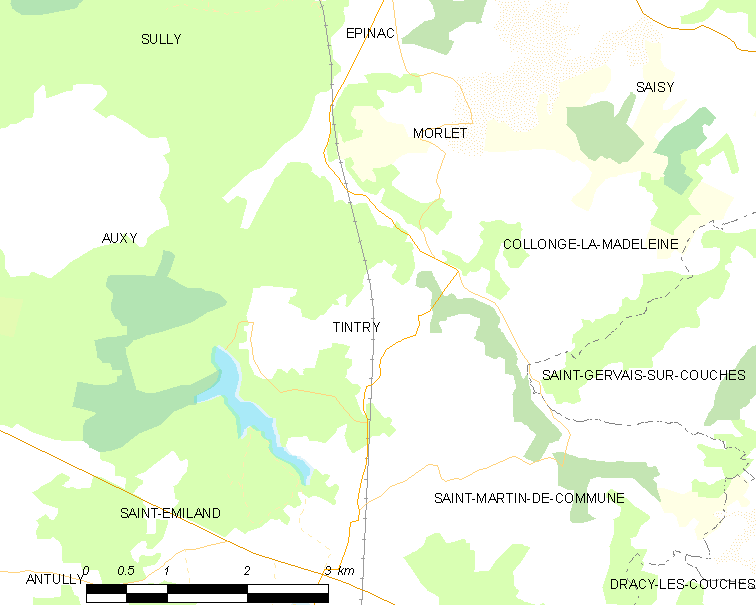
坦特里的OSM定位图

坦特里的时区为UTC+01:00、UTC+02:00（夏令时）。

## 行政
坦特里的邮政编码为71490，INSEE市镇编码为71539。

## 政治
坦特里所属的省级选区为欧坦第一县。

## 人口

1962-2008年间坦特里人口变化图示

坦特里于2022年1月1日时的人口数量为79人。